# Операција под лажном заставом
Операција под лажном заставом (енгл. false flag operation или false flag, дословно „лажна застава”), ређе псеудо-операција, је назив за све тајне операције и сличне активности као што су оружани и терористички напади, атентати или саботаже које предузима нека држава или организација на начин да је припише некој другој, најчешће супарничкој држави или организацији у пропагандне сврхе. Циљ таквих активности је на своју страну ставити домаћу или међународну јавност у неком спору, односно створити изговор који испуњава уставне и политичке услове за рат, ванредно стање, агресију или ескалацију неког сукоба. С обзиром да је главна сврха таквих операција пропагандне природе, ваља их разликовати од традиционалних ратних лукавстава као што је кориштење непријатељских униформи, застава и опреме ради инфилтрације у непријатељске положаје током конвенционалних ратних препада.
Иако је операција такве природе било и у ранијим периодима историје, оне су посебну важност добиле у 20. веку, делом због све веће важности пропаганде и масовних медија у оружаним сукобима, као и због потребе да се пре ескалације или започињања сукоба исходи што оправданији касус бели. Због тога су такве операције имале улогу у неким од најпознатијих оружаних сукоба у 20. веку.
Вероватно најчешће помињани пример операције под лажном заставом је инцидент у Глајвицу, односно напад на радио-станицу у немачком пограничном месту кога су у лето 1939. године, користећи осуђенике у пољским војним униформама, инсценирале безбедносне службе нацистичке Немачке како би створили изговор за инвазију Пољске којом је отпочео Други светски рат. Остали познатији примери су Мукденски инцидент 1931, у којем су јапански официри извршили детонацију железнице како би имали изговор за инвазију Манџурије, паљење Рајхстага 1933. године дало је нацистима повод за укидање слобода, те инцидент у Тонкиншком заливу 1964. године након којег је Конгрес САД одобрио председнику Линдону Џонсону право да помаже било коју јужноазијску државу угрожену од „комунистичке агресије”.
Уколико се операција под лажном заставом успешно изведе, с обзиром на њену тајност накнадно доказивање њеног постојања је прилично тешко, делом и због тога што се докази обично тумаче као „цинична” контра-пропаганда супротне стране. До разоткривања операција под лажном заставом обично долази тек деценијама иза тих догађаја, обично услед свједочења учесника или отварања државних архива с најстроже поверљивим подацима. Због тога, као и честог кориштења црне пропаганде током 20. века операције под лажном заставом су постале чести предмет теорија завера које бројне контроверзне догађаје настоје описати као операције под лажном заставом. Најпознатији такви примери су напади 11. септембра које тзв. трутери приписују америчким обавештајним службама, као и бомбашки напади на руске станове 1999. које опозиција и прозападни кругови у Русији приписују тајној служби ФСБ.
Масакр на пијаци Маркале, који је био повод за ваздушне ударе НАТО-а на Републику Српску сматра се по неким изворима примером операције под лажном заставом.